# Frans Bengtsson

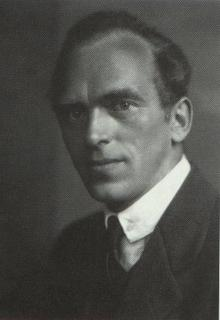
Frans G. Bengtsson

Frans Gunnar Bengtsson (Tossjö, nu deel van Ängelholm, 4 oktober 1894 – Ribbingsfors, Västergötland, 19 december 1954) was een Zweeds schrijver, dichter en biograaf.

## Leven en werk
Bengtsson studeerde filosofie aan de Universiteit van Lund en promoveerde in 1930. Hij debuteerde al in 1923 met een dichtbundel, maar legde zich pas  vanaf de jaren dertig definitief toe op de literatuur, mede na een lang verblijf op het landgoed Skåne, in Götaland, vanwege ziekte. 
Bengtssons werk is erudiet, geschreven in een essayistisch aandoende stijl, en behandelt vaak historische onderwerpen. Zijn biografie over de Zweedse koning Karel XII (Karl XII:s levnad, 1932) wordt beschouwd als zijn magnum opus. Het werk beschrijft behalve het leven van de koning ook de levens van eenvoudige tijdgenoten en is gebaseerd op grondige studie.
De bekendste roman van Bengtsson is het tweedelige Röde Orm (1941-1945, Nederlands: Rode Orm, 1955), een amusante, met droge humor geschreven avonturenroman over het leven van de Vikingen in Skåne in de tiende eeuw, gebaseerd op oude IJslandse saga’s. In het eerste deel wordt een reis naar Spanje ondernomen, het tweede deel beschrijft de tijd van de kerstening en de zoektocht naar een vermeende schat, tot diep in Rusland. De roman verscheen in maart 2014 onder de titel De langschepen: avonturen van een Viking met de naam  Rode Orm in een herziene Nederlandse vertaling.

## Trivia
- Bengtsson behoorde in zijn tijd tot de beste schakers van Zweden.
- In 1994 werd een Zweedse postzegel uitgegeven met de beeltenis van Bengtsson.